# Condado de Frederick (Maryland)
El condado de Frederick es un condado ubicado en la parte oeste del estado de Maryland, Estados Unidos. Forma parte del área metropolitana de Washington-Baltimore. En el condado está el parque de montaña Catoctin y Camp David, residencia secundaria del Presidente de los Estados Unidos. La sede del condado es Frederick, donde nacieron varias figuras de la historia de Estados Unidos como Francis Scott Key. El nombre del condado proviene de Frederick Calvert, sexto Barón de Baltimore.
Según el censo estadounidense de 2020, la población era de 271.717 habitantes.La capital del condado es Frederick.El condado forma parte de la región Capital del estado.
Al igual que otras zonas periféricas del área metropolitana de Washington, el condado de Frederick ha experimentado un rápido aumento de población desde los años 80. Limita con la frontera sur de Pensilvania y la frontera noreste de Virginia.

## Etimología
Se desconoce quién dio nombre al condado de Frederick y a su capital, pero probablemente fue Federico Luis, príncipe de Gales, o Frederick Calvert, sexto barón de Baltimore.

## Historia
El condado de Frederick fue separado en 1748 de los condados de Prince George y Baltimore.
En 1776, el condado de Frederick fue dividido en tres partes. La parte más al oeste se convirtió en el condado de Washington y la parte más al este se convirtió en el condado de Montgomery.
En 1837 se combinó parte del condado de Frederick y parte del condado de Baltimore para formar el condado de Carroll.
El condado cuenta con varios bienes inscritos en el Registro Nacional de Lugares Históricos.

## Demografía
Según el censo de 2010, el condado cuenta con 233.385 habitantes, 84.800 hogares y 61.198 familias que residentes. La densidad de población es de 114 hab/km² (295 hab/mi²). Hay 73.017 unidades habitacionales con una densidad promedio de 43 u.a./km² (110 u.a./mi²). La composición racial de la población del condado es 89,33% Blanca, 6,36% Negra o Afroamericana, 0,21% Nativa americana, 1,67% Asiática, 0,03% De las islas del Pacífico, 0,92% de Otros orígenes y 1,47% de dos o más razas. El 2,39% de la población es de origen Hispano o Latino cualquiera sea su raza de origen.
De los 70.060 hogares, en el 38,60% viven menores de edad, 61,10% están formados por parejas casadas que viven juntas, 9,40% son llevados por una mujer sin esposo presente y 25,90% no son familias. El 20,10% de todos los hogares están formados por una sola persona y 6,70% incluyen a una persona de más de 65 años. El promedio de habitantes por hogar es de 2,72 y el tamaño promedio de las familias es de 3,16 personas.
El 27,60% de la población del condado tiene menos de 18 años, el 7,40% tiene entre 18 y 24 años, el 32,70% tiene entre 25 y 44 años, el 22,60% tiene entre 45 y 64 años y el 9,60% tiene más de 65 años de edad. La mediana de la edad es de 36 años. Por cada 100 mujeres hay 96,90 hombres y por cada 100 mujeres de más de 18 años hay 93,90 hombres.

## Ciudades y pueblos
Según las leyes de Maryland, de las municipalidades de este condado, dos son ciudades, nueve son pueblos y una es un poblado.
- Ciudades:
  1. Brunswick (desde 1890)
  2. Frederick (desde 1816)
- Pueblos:
  1. Burkittsville (desde 1894)
  2. Emmitsburg (desde 1824)
  3. Middletown (desde 1833)
  4. Mount Airy (Parte de este pueblo se encuentra en el Condado de Carroll.) (desde 1894)
  5. Myersville (desde 1904)
  6. New Market (desde 1878)
  7. Thurmont (desde 1831)
  8. Walkersville (desde 1892)
  9. Woodsboro (desde 1836)
- Poblado / Villa:
  1. Rosemont (desde 1953)

### Lugares designados por el censo
1. Ballenger Creek
2. Braddock Heights
3. Linganore-Bartonsville (es una combinación de las comunidades de Linganore y Bartonsville reconocidas como un único CDP por el censo)

- Según los datos del censo de 2010 estas localidades ya no están reconocidas:

1. Clover Hill
2. Discovery-Spring Garden (es una combinación de las comunidades de Discovery y Spring Garden reconocidas como un único CDP por el censo)
3. Green Valley

### Lugares no designados por el censo
1. Adamstown
2. Buckeystown
3. Graceham
4. Ijamsville
5. Jefferson
6. Knoxville
7. Ladiesburg
8. Lewistown
9. Libertytown
10. Lake Linganore
11. Monrovia
12. New Midway
13. Petersville
14. Point of Rocks
15. Rocky Ridge
16. Sabillasville
17. Sunny Side
18. Tuscarora
19. Urbana
20. Utica
21. Wolfsville